# المتشددون (كوميكس)
المتشددون هم فريق من الأشرار الخارقين في دي سي كوميكس ظهرت في عنوانين فرقة العدالة، تم تقديمهم في فرقة العدالة أوروبا العدد 15.

## تاريخ عمل الفريق
المتشددون الأصليون كان فريقاً من الأشرار الخارقين من عالم في بُعد أخر ويسمي انغور، وظهروا أول ما ظهروا في سلسلة كوميكس دي سي فرقة العدالة أوروبا. مثلأبطال انغور (Champions of Angor) والمستندين إلي شخصيات مارفل كوميكس.

## الأعضاء

### المتشددون
- اللورد هافوك (Lord Havok) - قائد الفريق، شرير مغرور محمي بدرع إلكتروني متطور. يشابه إلي درجة كبيرة دكتور دوم (Doctor Doom) من مارفل كومكس. الظهور الثاني للورد هافوك كان في الحقيقة روبوت يتحرك بعقل اللورد ماكسويل (Maxwell Lord).
- ذابح الأحلام (Dreamslayer) - ساحر قوي ومن المرجح أنه عنصر شيطاني، مع سحابة مع الطاقة تغطي رأسه. يُسمي نفسه «سيد أبعاد الرعب». يشابه إلى حد كبير دورمامو (Dormammu) من مارفل كومكس. في سلسلة المتشددون الجيدة ظهر كامرأة وأصبح لديه ديانة خاصة مع تابعين لها.
- جورجون - رجل تقيل الوزن مع مجسات تنمو من رأسه مع يدان بمخالب في يده. يشابه إلى حد كبير دكتور أخطبوط من مارفل كومكس.

## في وسائل الإعلام الأخرى

### التلفاز
- المتشددون الأصليون ظهروا (ناقص الدكتور ديهارد) في السلسلة فرقة العدالة اللانهائية (Justice League Unlimited) في حلقة «ظل النسر». حيث لم يتم إظهارهم كمنافسين مخيفين ضد فرقة العدالة.